# Eduard Micus
Eduard Micus (* 12. Juli 1925 in Höxter; † 16. November 2000 in Jesús, Ibiza) war ein deutscher Maler.

## Leben und Werk
Micus kam in den Jahren 1943 und 1944 durch den Marburger Maler und Holzschneider Reinhard Schmidhagen (1914–1945) zur Kunst. Schmidhagen war einer der Künstler, der Kontakte zum deutschen Widerstand gegen den Nationalsozialismus unterhielt. Von 1948 bis 1952 studierte Micus bei Willi Baumeister an der Kunstakademie Stuttgart. 1952 entstanden seine ersten, durch eine Linie geteilten, Bilder, seit 1962 teilte er seine Bilder, die er „Coudragen“ nannte, durch eine Naht. „Die Coudragen sind durch eine Mittelnaht geteilte Leinwände, deren meditative linke Bildhälften den bewegten, aktiven rechten Seiten gegenüberstehen. Micus’ Bildfindungen der Zweiteilung und Polarität sind spannungsreiche, sensible Werke.“
1962 nahm er an der Ausstellung Geste, Raum, Struktur in der neuen deutschen Malerei im Frankfurter Kunstverein und 1963 an der Ausstellung Absolute Farbe – Avantgart 63 im Städtischen Museum Simeonstift in Trier teil. Damals lebte Micus in Ebenhausen. 1967 war er, neben, unter anderen Gerhard Richter und Günther Uecker deutscher Teilnehmer an der 6. Biennale San Marino. Von 1965 bis 1970 gehörte Eduard Micus der Künstlergruppe SYN an, die die Idee einer ganzheitlichen Kunst vertrat. 1965 nahm er mit der Gruppe an einem Anti-Happenig teil, das die Mitglieder (u. a. Bernd Berner, Rolf-Gunter Dienst und Klaus Jürgen-Fischer) als Polemik gegen den „Geist der deutschen Kunstkritik“ vor der Galerie Baier in Mainz veranstalteten. 1979 war Eduard Micus in der von Wolfgang Kermer an der Stuttgarter Akademie kuratierten Ausstellung „Hommage à Baumeister“ vertreten. Ab 1982 fertigte er farbige Papiercollagen auf Stoff und betrieb die Auflösung des Tafelbildes. Seit 1989 beschäftigte er sich mit Holzarbeiten und malte Materialbilder.
Seit 1972 lebte und arbeitete der Künstler auf der Baleareninsel Ibiza. Arbeiten des Künstlers befinden sich in der Sammlung des Museums für Moderne Kunst in Eivissa/Ibiza. Eduard Micus war Mitglied im Deutschen Künstlerbund.

## Ausstellungen
- Liste der Einzel- und Gruppenausstellung von 1947 bis 2015
- Eduard Micus:Retrospektive, Kunstmuseum Ahlen, 2013
- Eduard Micus Retrospektive 2013 in der Villa Wessel in Iserlohn